# Hoeleden
Hoeleden is een deelgemeente van Kortenaken (kanton Diest, arrondissement Leuven, Vlaams-Brabant, België), gelegen langs de rechteroever van de Velp. Hoeleden was een zelfstandige gemeente tot aan de gemeentelijke herindeling van 1977. Er zijn twee natuurreservaten: De Velpevallei een groot bos - en begrazingsgebied voor oerrunderen en het Heibos, wat ooit een onderdeel was van het oude kolenwoud. Het kerkhof van Hoeleden ligt ook langs een landweg tussen bos en akkers.

## Toponymie
De oorsprong van het toponiem Hoeleden is onzeker, maar het komt waarschijnlijk uit het Oudnederlandse woord hol, dat land met holten betekent.
Er zijn zowat dertien verschillende schrijfwijzen van de dorpsnaam ontdekt, waarvan de meest gebruikte Holede (13e eeuw), Hoole (ca. 1559) en Houl (ca. 1748) zijn.

## Geschiedenis
De heerlijkheid Hoeleden ontstond in de 12e eeuw en was eigendom van de familie van Bierbeek. In de 13e eeuw werd de heerlijkheid eigendom van de Van Wezemaals waardoor Hoeleden meer dan twee eeuwen toebehoorde aan de baronie van Diest.
Toen Willem de Zwijger in de 16e eeuw de eigendom bezat, werd Hoeleden - op bevel van de Hertog van Alva - door Don Juan van Oostenrijk in beslag genomen. In 1616 kwam de heerlijkheid Hoeleden opnieuw in bezit van Willem de Zwijger, via zijn oudste zoon Filips Willem van Oranje, die ze doorverkocht aan Jan Cools. De bevolking, die zeer veel geleden heeft van de godsdienstoorlogen en de pest, telde bij het begin van de 17e eeuw slechts 150 zielen.
Eind 18e eeuw ging het dorp tijdens de Franse Tijd deel uitmaken van het Dijledepartement. De heerlijkheid was afgeschaft en vervangen door de municipaliteit Hoeleden. Na de Franse Tijd vormde het dorp met zijn gehuchten de gemeente Hoeleden.
Aan het begin van de Eerste Wereldoorlog kwamen in de namiddag van 18 augustus 1914 troepen van de Duitse 1ste Armee in het dorp aan nadat zij met hun Gete-offensief de Belgische posten langs de Gete en de Demer ingenomen hadden. Ze plunderden in Hoeleden 165 huizen en hutjes en brachten een burger om.

## Geografie

### Wijken
Het dorp omvat de volgende grote wijken :
- Dorp - Herrebeke (Herbeek)
- Gelbergen (Geelberghe, gesticht in 1632)
- Dries (Vaerendries, gesticht in 1495)

## Bezienswaardigheden
- Sint-Amanduskerk
- Onze-Lieve-Vrouw Hulp der Christenenkerk in Stok.
- De Hoeve Huys
- Het Jacobinahof
- Het Monument Oud-strijders 1914-1918 op het Dorpsplein
- De Hoeve Hardiquest

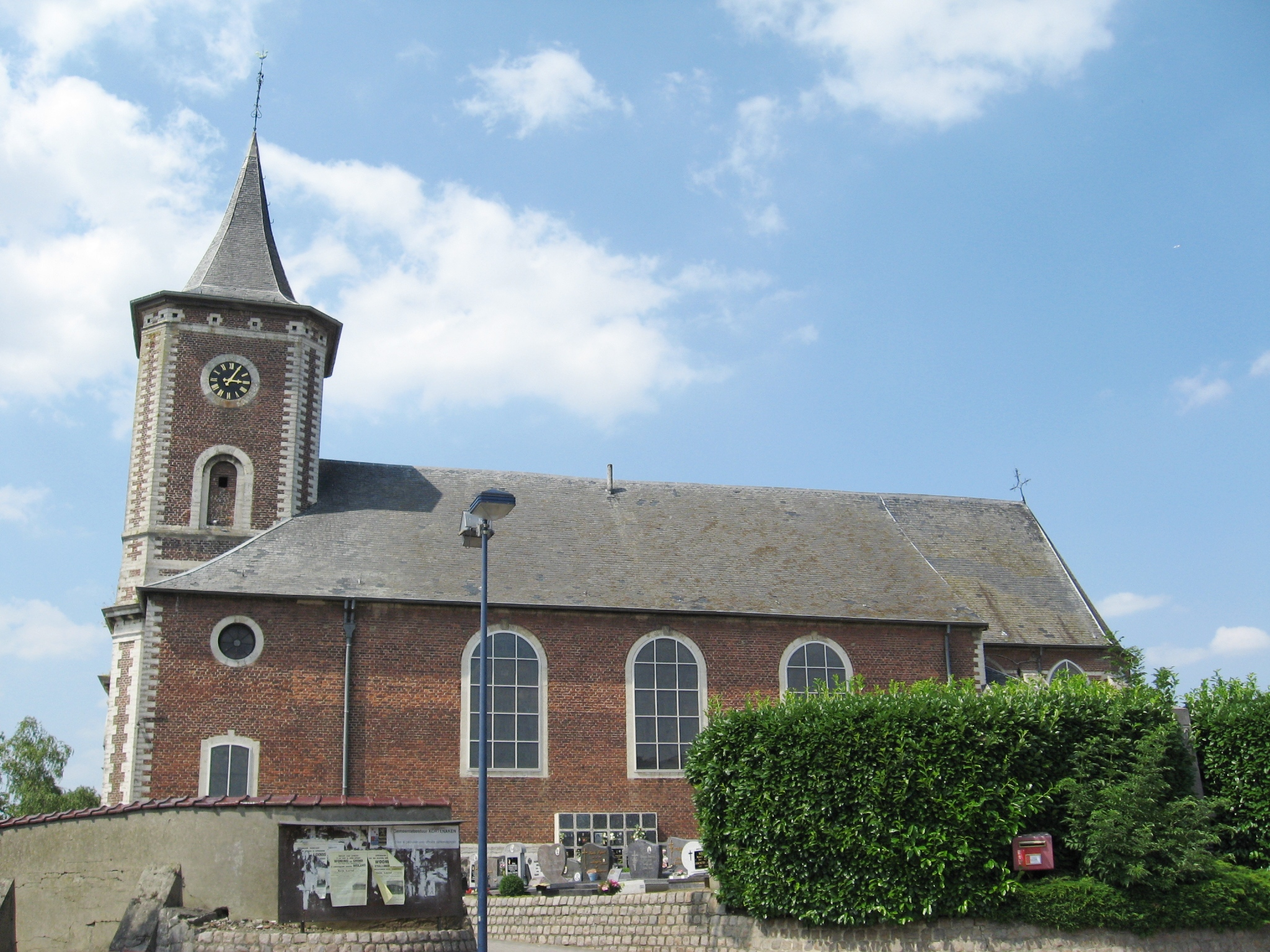
De Sint-Amanduskerk in Hoeleden-Dorp.
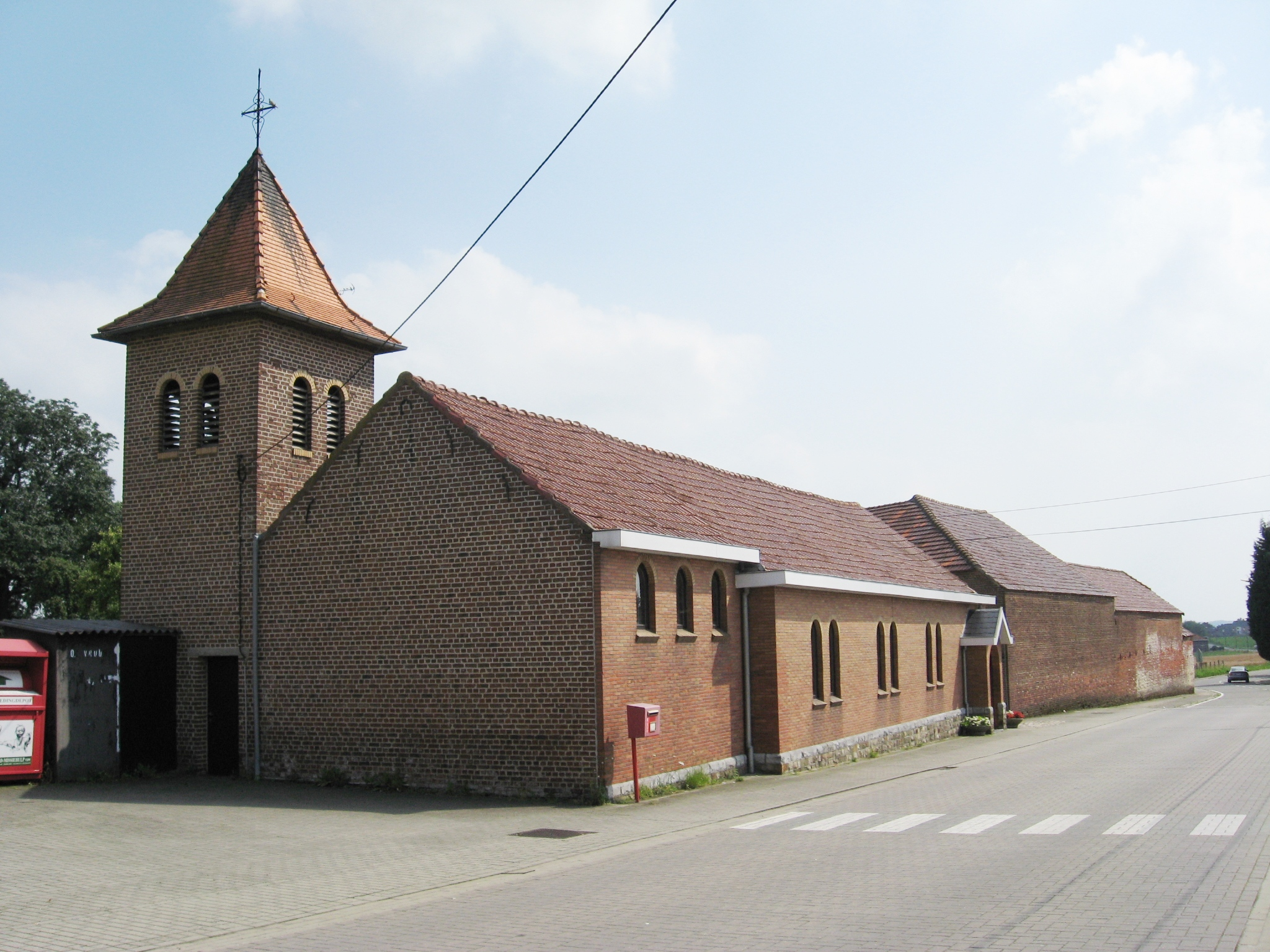
De Onze-Lieve-Vrouw Hulp der Christenenkerk in Stok.

## Natuur en landschap
Hoeleden ligt op een hoogte van 35-62 meter, aan de Velp.

## Demografische ontwikkeling
- Bronnen:NIS, Opm:1831 tot en met 1970=volkstellingen; 1976 = inwoneraantal op 31 december

## Nabijgelegen kernen
Bunsbeek, Zuurbemde, Kersbeek, Stok